# Net als in de film
Net als in de film is een nummer van de Nederlandse popgroep Toontje Lager. Het is de eerste single van het album Er op of er onder, het tweede studioalbum van Toontje Lager uit 1982. In mei dat jaar werd het nummer op single uitgebracht.

## Achtergrond
Net als in de film was voor Toontje Lager de eerste hit in Nederland. De plaat werd aan het begin van de zomer van 1982 veel gedraaid op Hilversum 1 en Hilversum 3 en werd een radiohit in de destijds drie landelijke hitlijsten op de nationale publieke popzender Hilversum 3. De plaat bereikte de 31e positie in de Nederlandse Top 40, de 26e positie in de Nationale Hitparade en de 27e positie in de TROS Top 50. In de Europese hitlijst op Hilversum 3, de TROS Europarade, werd géén notering behaald.
In België werd slechts de 39e positie in de voorloper van de Vlaamse Ultratop 50 behaald. In de Vlaamse Radio 2 Top 30 en de Waalse hitlijst werd géén notering behaald. De plaat speelde wél een zekere rol in de doorbraak van de band in Nederland en België (Vlaanderen).

## Hitnoteringen
De plaat stond in juli 1982 drie weken in de Nederlandse Top 40.

### Nederlandse Top 40
| Net als in de film in de Nederlandse Top 40 - binnen: 3 juli 1982 | Net als in de film in de Nederlandse Top 40 - binnen: 3 juli 1982 | Net als in de film in de Nederlandse Top 40 - binnen: 3 juli 1982 | Net als in de film in de Nederlandse Top 40 - binnen: 3 juli 1982 | Net als in de film in de Nederlandse Top 40 - binnen: 3 juli 1982 |
| Week                                                              | 1                                                                 | 2                                                                 | 3                                                                 | 4                                                                 |
| ----------------------------------------------------------------- | ----------------------------------------------------------------- | ----------------------------------------------------------------- | ----------------------------------------------------------------- | ----------------------------------------------------------------- |
| Nummer                                                            | 35                                                                | 31                                                                | 34                                                                | uit                                                               |

### Nationale Hitparade
Hitnotering: 19-06-1982 t/m 31-07-1982. Hoogste notering: #26 (1 week).

### TROS Top 50
Hitnotering: 17-06-1982 t/m 22-07-1982. Hoogste notering: #27 (2 weken).